# 北山村営バス

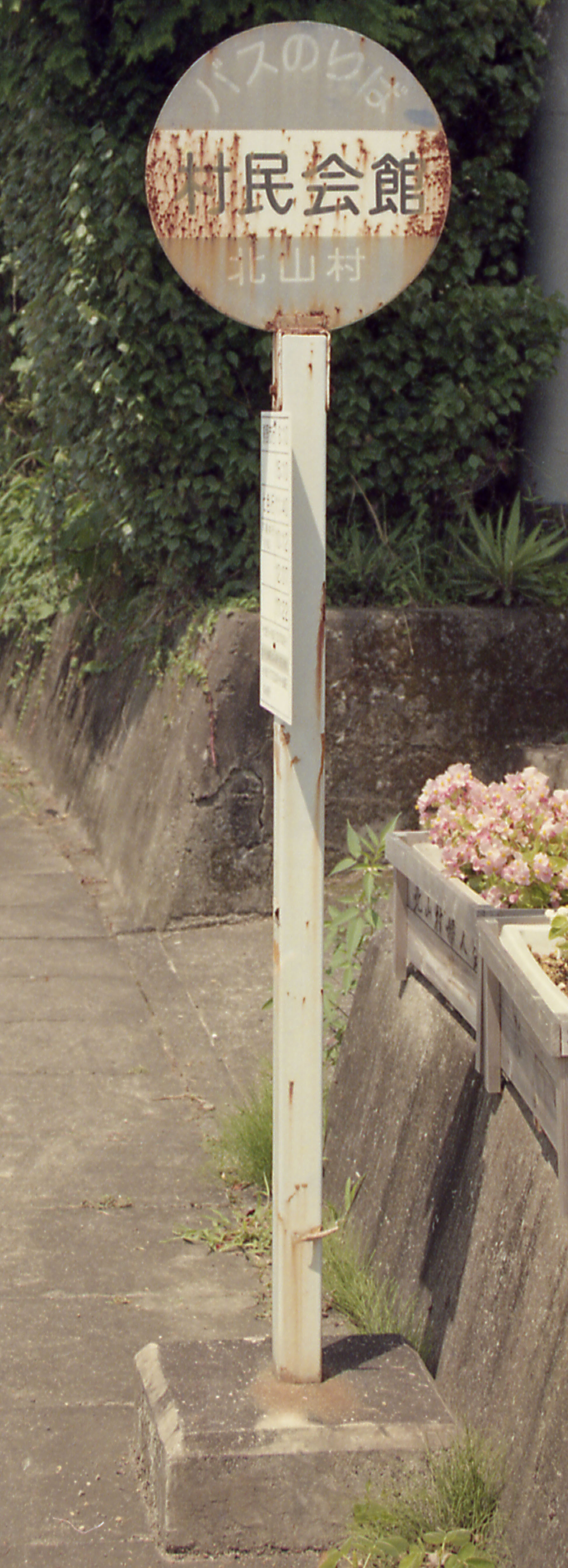
停留所（1997年当時）

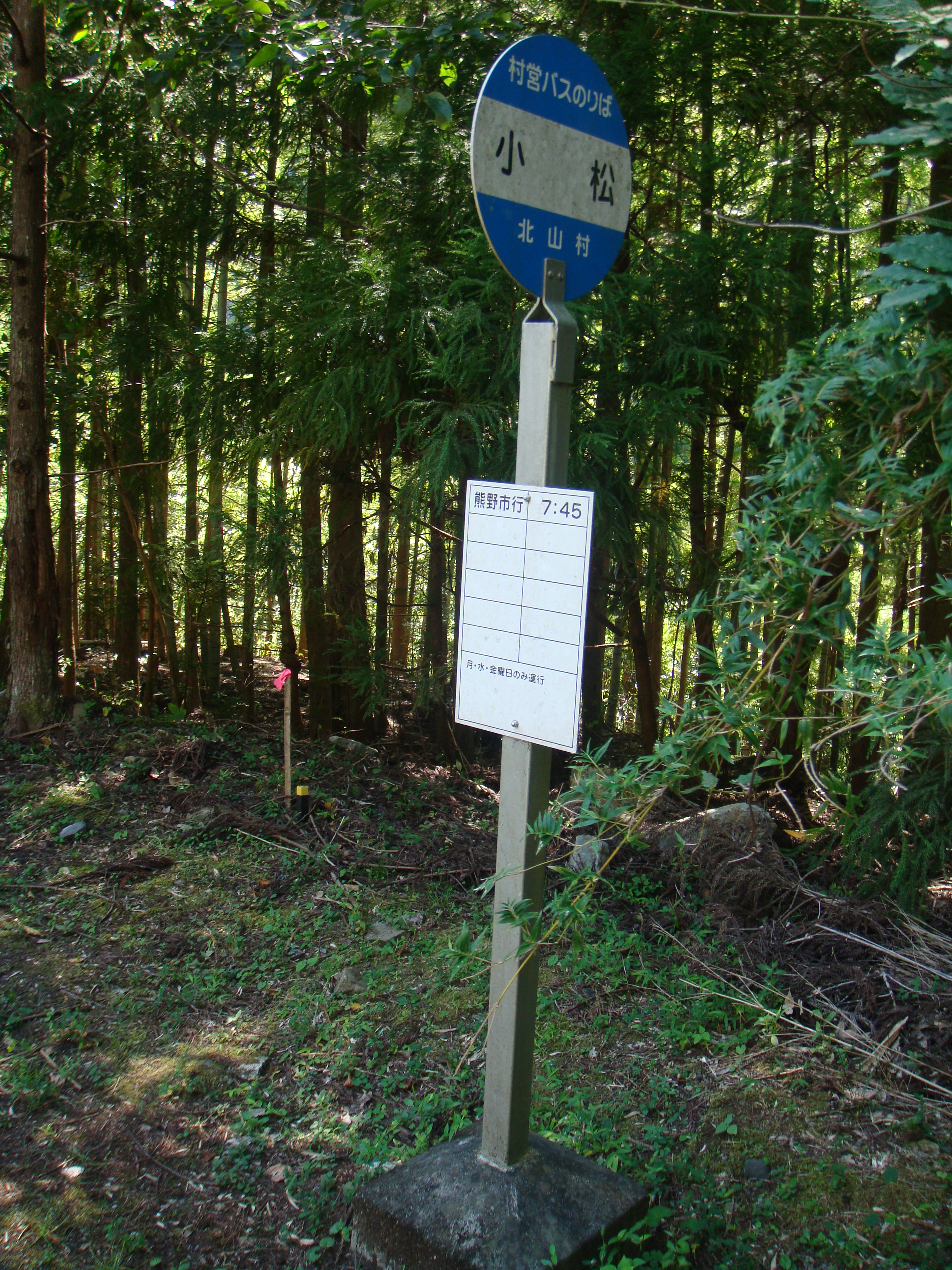
小松停留所
（2010年撮影）

北山村営バス（きたやまそんえいバス）は、和歌山県東牟婁郡北山村にて運行している廃止代替バスである。

## 概要
- 三重交通の下尾井 - 新宮市間の路線が廃止されたことにより生じた村の公共交通機関空白地域の解消のため、村の直営で運行を開始した。
- 運賃は、10円単位の区間制である。小人や障害者は半額で、幼児は無料。11枚綴りで10回分の運賃の回収乗車券がある。
  - 北山村民に限り、申請ベースで利用優待券が発行され、無料で利用できる。バス利用の村民を対象にした無料化は和歌山県で初めてである[1]。
- 運行形態は、道路運送法の規定に基づく自家用自動車（白ナンバー車）による有償運送である。
  - 運行業務を2009年からおくとろ温泉に委託している。それまでは北山村が直接運転手を雇用していた。

## 沿革
- 1984年
  - 7月 - 三重交通の下尾井 - 新宮間路線廃止。
  - 10月1日 - 北山村営バス運行開始。
- 2009年1月4日 - 利用優待券を発行、村営バスの利用を北山村民に限り無料化[1]。

## 路線
以下の路線がある。　
- 小松 - おくとろ公園 - 福祉センター - 大沼橋 - 竹原 - 七色 - JR東海熊野市駅

## 車両
29人乗り車両2台を使用している。

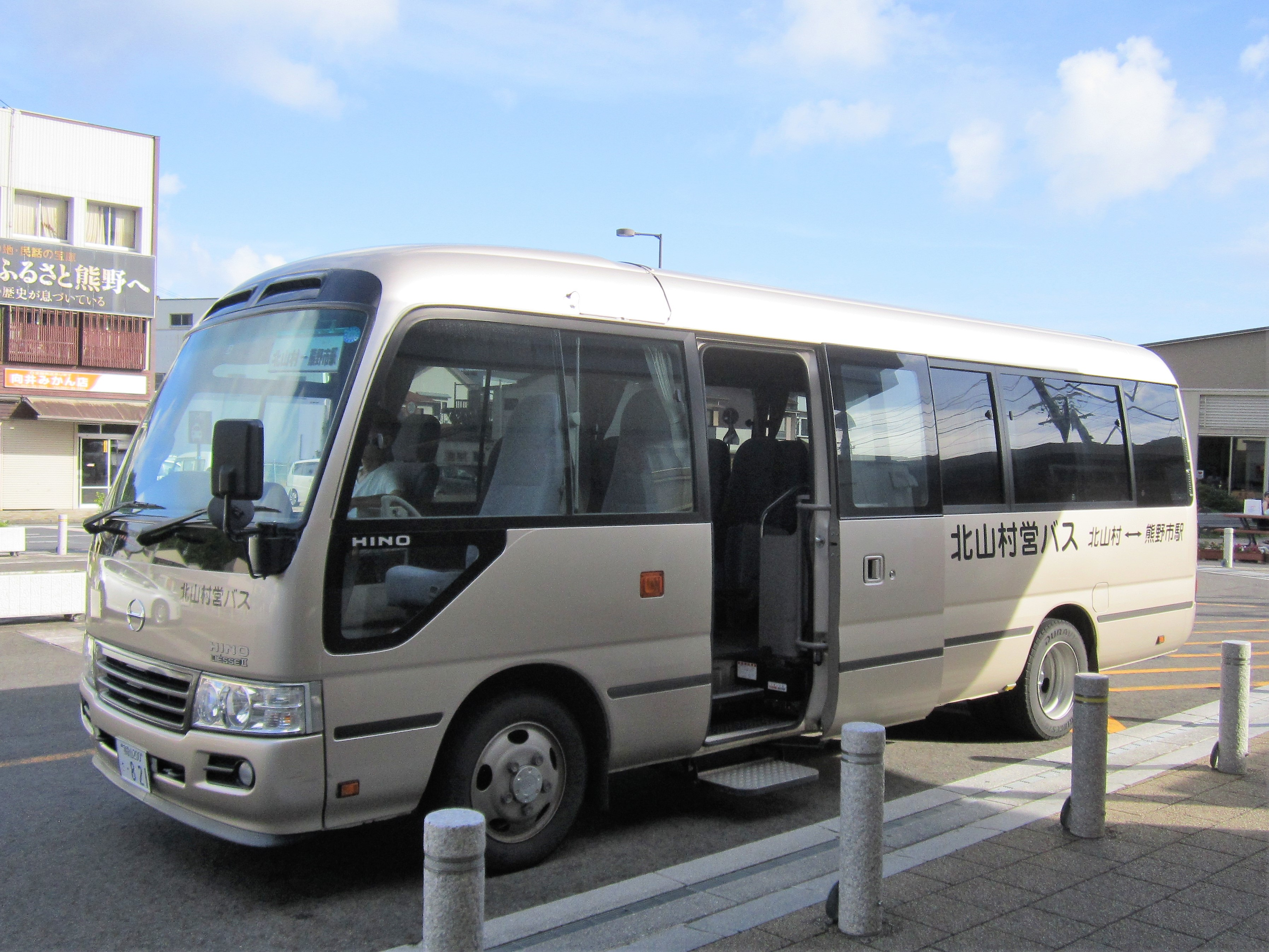
JR東海熊野市駅前に停車中の北山村営バス（2019年）
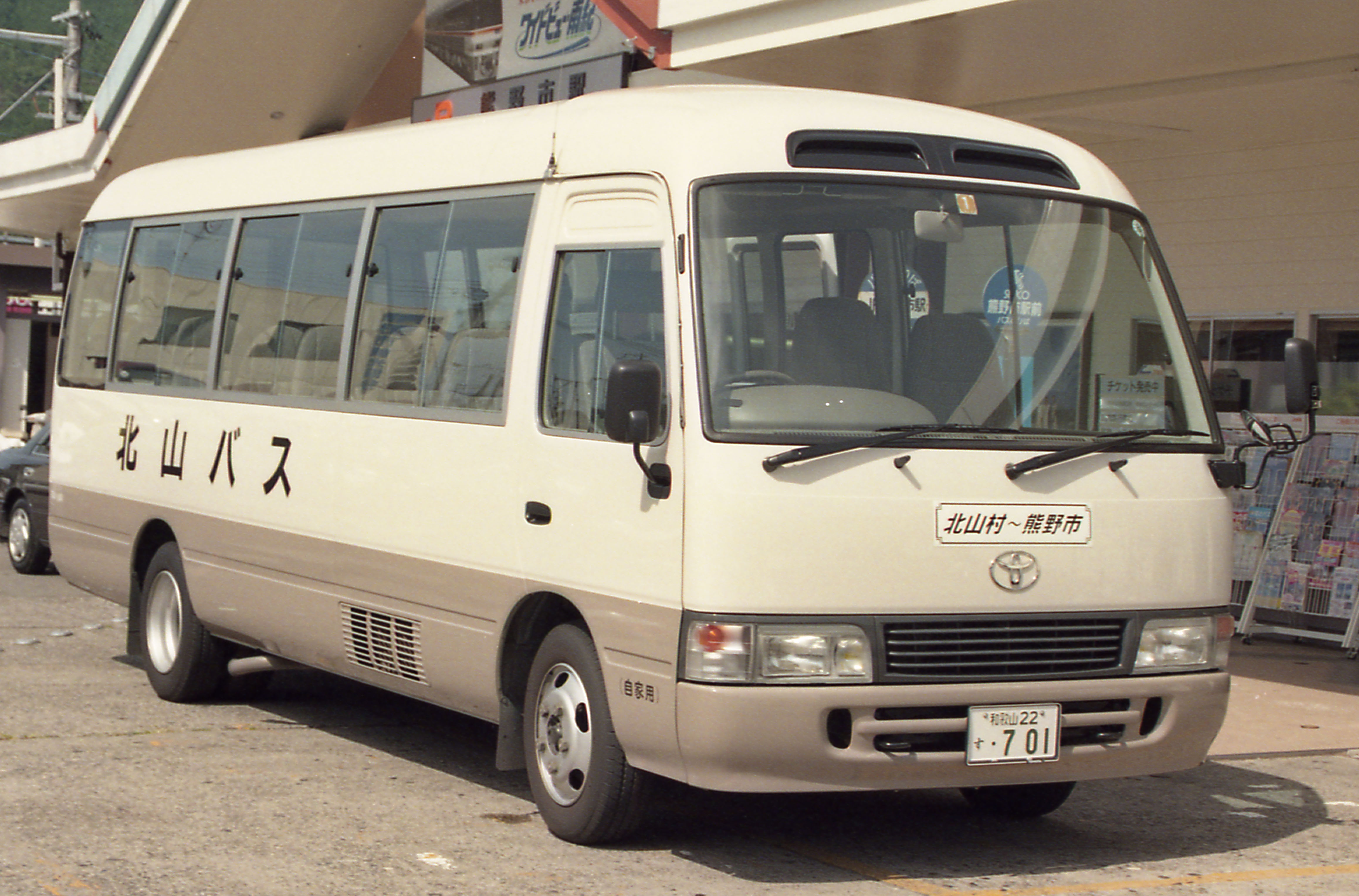
北山村営バスの車両（1997年当時）